# Балангода (підрозділ окружного секретаріату)
Підрозділ окружного секретаріату Балангода — підрозділ окружного секретаріату округу Ратнапура, провінції Сабарагамува, Шрі-Ланка. Складається з 53 Грама Ніладхарі.